# 피키 블라인더스
《피키 블라인더스》(영어: Peaky Blinders)는 2013년 9월부터 2022년 4월까지 방영된 영국의 드라마이다.